# Distrito de Sheopur
Sheopur (en hindi; श्योपुर जिला) es un distrito de la India en el estado de Madhya Pradesh. Código ISO: IN.MP.SP.
Comprende una superficie de 6 585 km².
El centro administrativo es la ciudad de Sheopur.

## Demografía
Según censo 2011 contaba con una población total de 687 952 habitantes, de los cuales 326 267 eran mujeres y 361 685 varones.

## Localidades
- Badoda
- Bijeypur